# Eugeniusz Roman Lewicki
Eugeniusz Roman Lewicki (ur. 22 czerwca 1947 we Wrocławiu) – polski filolog, specjalizujący się w filologii germańskiej, glottodydaktyce i językoznawstwie niemieckim; nauczyciel akademicki związany z uczelniami we Wrocławiu, Gdańsku, Opolu, Kielcach i Olsztynie.

## Życiorys
Urodził się w 1947 roku we Wrocławiu. Uczęszczał tutaj do X Liceum Ogólnokształcącego, które ukończył w 1965 roku. Następnie studiował na Wydziale Filologicznym Uniwersytetu Wrocławskiego, uzyskując w 1970 roku magisterium w zakresie filologii germańskiej. Bezpośrednio po studiach przez dwa lata był nauczycielem języka niemieckiego i angielskiego w X Liceum Ogólnokształcącym we Wrocławiu. W 1972 roku został lektorem języka niemieckiego oraz angielskiego w Wyższej Szkole Ekonomicznej we Wrocławiu, a w 1973 roku przeszedł do pracy w Instytucie Filologii Germańskiej Uniwersytetu Wrocławskiego, rozpoczynając działalność naukowo-dydaktyczną i wiążąc się na stałe z tą uczelnią.
Stopień naukowy doktora nauk humanistycznych uzyskał w 1977 roku na podstawie pracy pt. Proces nauczania i uczenia się języków obcych w laboratorium językowym, napisanej pod kierunkiem prof. Norberta Morcińca. Stopień naukowy doktora habilitowanego nauk humanistycznych w zakresie językoznawstwa (filologii germańskiej) otrzymał w 1991 roku na podstawie rozprawy Innowacyjność w sugestopedycznym nauczaniu języków obcych. Stanowisko profesora nadzwyczajnego w Uniwersytecie Wrocławskim uzyskał w 1993 roku. W 2003 roku otrzymał tytuł naukowy profesora nauk humanistycznych, a niedługo potem stanowisko profesora zwyczajnego.
Pracował także na stanowisku profesora nadzwyczajnego w: Zakładzie Języka Niemieckiego Uniwersytetu Gdańskiego (1992–1993), Instytucie Filologii Germańskiej Uniwersytetu Opolskiego (1993–2001), Samodzielnym Zakładzie Neofilologii Uniwersytetu Humanistyczno-Przyrodniczego Jana Kochanowskiego w Kielcach, Katedrze Filologii Germańskiej Uniwersytetu Warmińsko-Mazurskiego w Olsztynie i Wyższej Szkole Filologicznej we Wrocławiu. Obecnie jest kierownikiem Zakładu Glottodydaktyki w Instytucie Filologii Germańskiej UWr (od 1996 roku).
Eugeniusz Roman Lewicki brał aktywny udział w życiu organizacyjnym Uniwersytetu Wrocławskiego. W latach 1974–1989 pełnił funkcję pełnomocnika rektora ds. praktyk pedagogicznych w Instytucie Filologii Germańskiej, a w latach 1991–1993 funkcję zastępcy dyrektora Instytutu ds. dydaktycznych. W 1980 roku założył na Uniwersytecie Wrocławskim Podyplomowe Studium Tłumaczy Języka Naukowo–Technicznego Angielskiego i Niemieckiego, którego kierownikiem był do 1987 roku. Był także przez 12 lat sekretarzem Komitetu Okręgowego Olimpiady Języka Niemieckiego. Był również organizatorem działalności dydaktycznej i naukowej Wydziału Filologicznego, pełniąc w latach 1993–1996 funkcję prodziekana. Jest członkiem Wrocławskiego Towarzystwa Neofilologicznego od 1987 roku i Stowarzyszenia Germanistów Polskich od 2001 roku, którego był wiceprezesem. W latach 1996–1998 był członkiem Komitetu Neofilologicznego PAN w Warszawie.

## Dorobek naukowy
Jego dorobek naukowy obejmuje prace związane z glottodydaktyką, lingwopedagogiką, pragmalingwistyką, psycholingwistyką, socjolingwistyką, translatoryką i leksykografią. Jest autorem m.in. 3 monografii, 36 artykułów naukowych, 14 podręczników, których jest głównym współautorem, 6 słowników, jednego atlasu językowego, 8 programów nauczania i 4 komunikatów wydanych w Polsce i za granicą. Na bazie opracowanych przez niego oryginalnych koncepcji glottodydaktycznych powstały podręczniki do nauczania języka angielskiego, niemieckiego i polskiego wydane w kraju i za granicą.

## Życie prywatne
Jego pasją jest projektowanie i zakładanie ogrodów oraz modelarstwo kolejowe. Jego żona Grażyna, jest obecnie adiunktem w Katedrze Filologii Germańskiej Uniwersytetu Warmińsko-Mazurskiego w Olsztynie. Mają razem jedną córkę, Olgę (ur. 1976), która jest absolwentką Uniwersytetu Wrocławskiego i Akademii Sztuk Pięknych we Wrocławiu; zamężna, po doktoracie z zakresu literaturoznawstwa-kulturoznawstwa, obronionym w Niemczech. Zięć Carsten Zorn jest doktorem politologii.